# Redfield Proctor

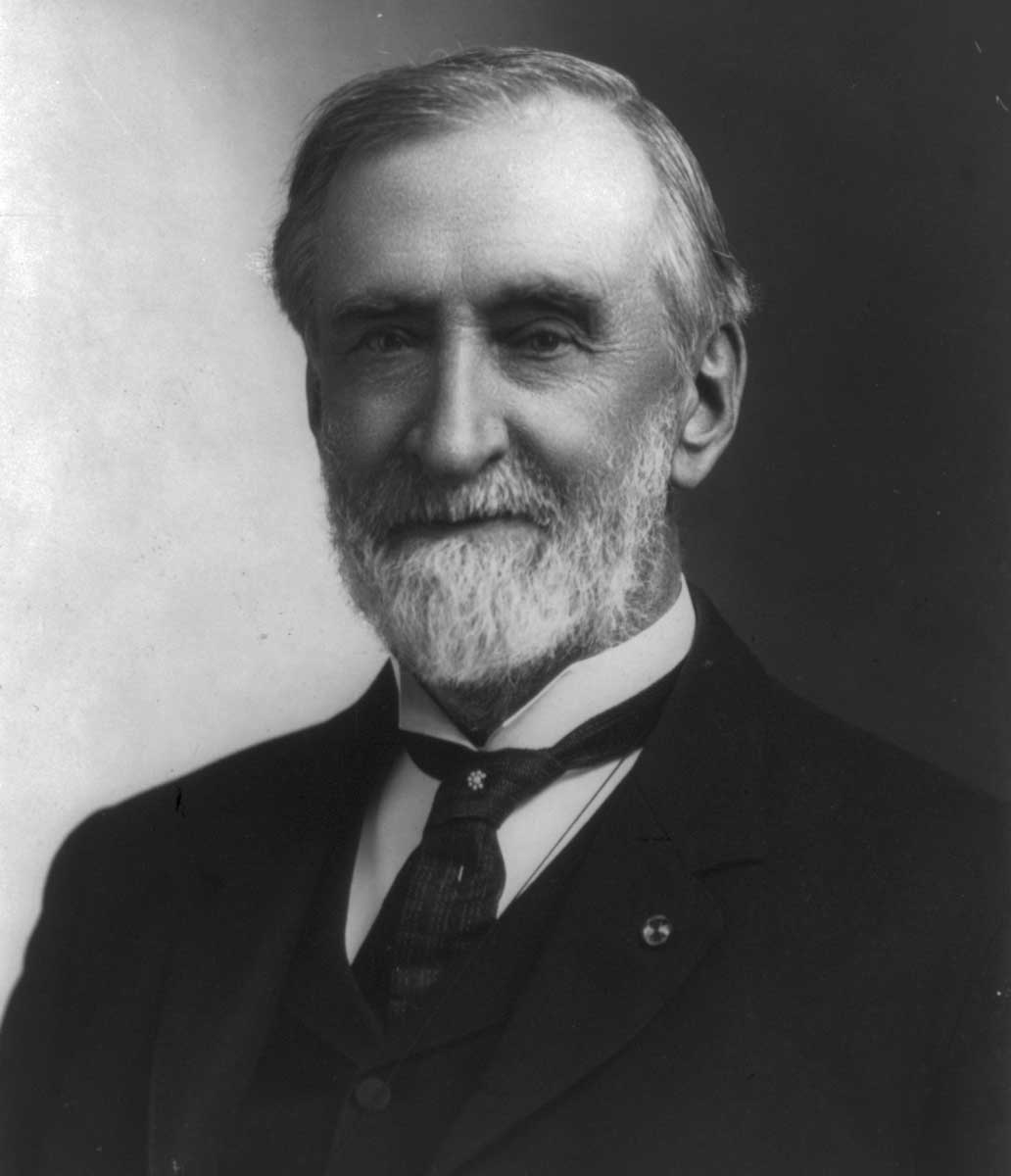
Redfield Proctor

Redfield Proctor (* 1. Juni 1831 in Proctorsville, Windsor County, Vermont; † 4. März 1908 in Washington, D.C.) war ein US-amerikanischer Politiker (Republikanische Partei).
Redfield Proctor wurde 1831 in Proctorsville geboren. Er besuchte das Dartmouth College in Hanover (New Hampshire), wo er 1851 graduierte, und die Albany Law School, an der er 1859 graduierte. 1860 wurde Proctor in die Anwaltschaft aufgenommen und praktizierte als Anwalt in Boston, bis zum Ausbruch des Sezessionskrieges. 1861 als Intendantur in das 3rd Vermont Regiment aufgenommen, diente er später als major im 5th Vermont Regiment. 1862 erkrankte er an Tuberkulose, nach seiner Genesung kommandierte er als colonel das 15th Vermont Regiment während des Gettysburg-Feldzuges. Nach seiner Ausmusterung kehrte Proctor nach Vermont zurück und wurde wieder als Anwalt tätig.
1867 bis 1868 war er Mitglied des Repräsentantenhauses von Vermont und von 1874 bis 1875 Mitglied des Senats von Vermont und president pro tempore. Nachdem Proctor 1876 bis 1878 Vizegouverneur von Vermont gewesen war, wurde er 1877 zum Gouverneur des Staates gewählt und übte dieses Amt 1878 bis 1880 aus. 1889 wurde er von US-Präsident Benjamin Harrison als Kriegsminister in dessen Kabinett berufen. Proctor trat jedoch 1891 zurück, um US-Senator zu werden. Dieses Amt hatte er bis zu seinem Tod am 4. März 1908 in Washington inne.

## Familie
Proctor heiratete 1858 Emily Jane Dutton. Aus der Ehe gingen fünf Kinder hervor. Seine Söhne Fletcher und Redfield wurden später ebenfalls politisch tätig. Beide hatten wie ihr Vater das Amt des Gouverneurs von Vermont inne.